# 黑塞二十七面體
在幾何學中，黑塞二十七面體（Hessian polyhedron）是一個複正多面體，其位於{\displaystyle \mathbb {C} ^{3}}複希爾伯特空間中由27個莫比烏斯－坎特八邊形組成，共有27個面、72條三元邊和27個頂點，是一個自身對偶的多面體，其可以視為實數空間的四面體在複數空間中的類比。
由於這種形狀與黑塞排佈共享複排佈結構，即12條線上有9個點，每條線上有3個點，每個點上有4條線，因此考克斯特將這種形狀以路德维希·奥托·黑塞的名字命名。
黑塞二十七面體是一種位於複數空間的立體，其對應到實數空間同樣也有一種實數空間的代表，其為221多胞體，考克斯特表示法計為，其在六維空間中與黑塞二十七面體共用其27個頂點，其216條邊可透過將三元邊3{}替換成3條簡單邊即可於221中被觀察到。

## 性質
黑塞二十七面體由27個全等的莫比烏斯－坎特八邊形組成，共有27個面、72條邊和27個頂點，其72條邊皆為三元邊，每個邊皆連接了3個頂點；其27個頂點中，每個頂點皆為8個莫比烏斯－坎特八邊形的公共頂點，即頂點圖為莫比烏斯－坎特八邊形，換句話說即黑塞二十七面體是一個自身對偶多面體。

### 對稱性
其複鏡像群為3[3]3[3]3或對稱性，階數為648階，這種對稱性又可以稱為黑塞群。其在每個頂點有27個副本，階數為24階，其有24個三階反射對稱性。其考克斯特數為12，且具有基本不變量3、6和12的度數，其可以在多面體的投影對稱性中被觀察到。

### 頂點座標
對於λ, μ = 0,1,2，黑塞二十七面體的27個頂點可以在三維的複數空間中給出：
(0,ωλ,−ωμ)
(−ωμ,0,ωλ)
(ωλ,−ωμ,0)
其中{\displaystyle \omega ={\tfrac {-1+i{\sqrt {3}}}{2}}}.

### 面的組成

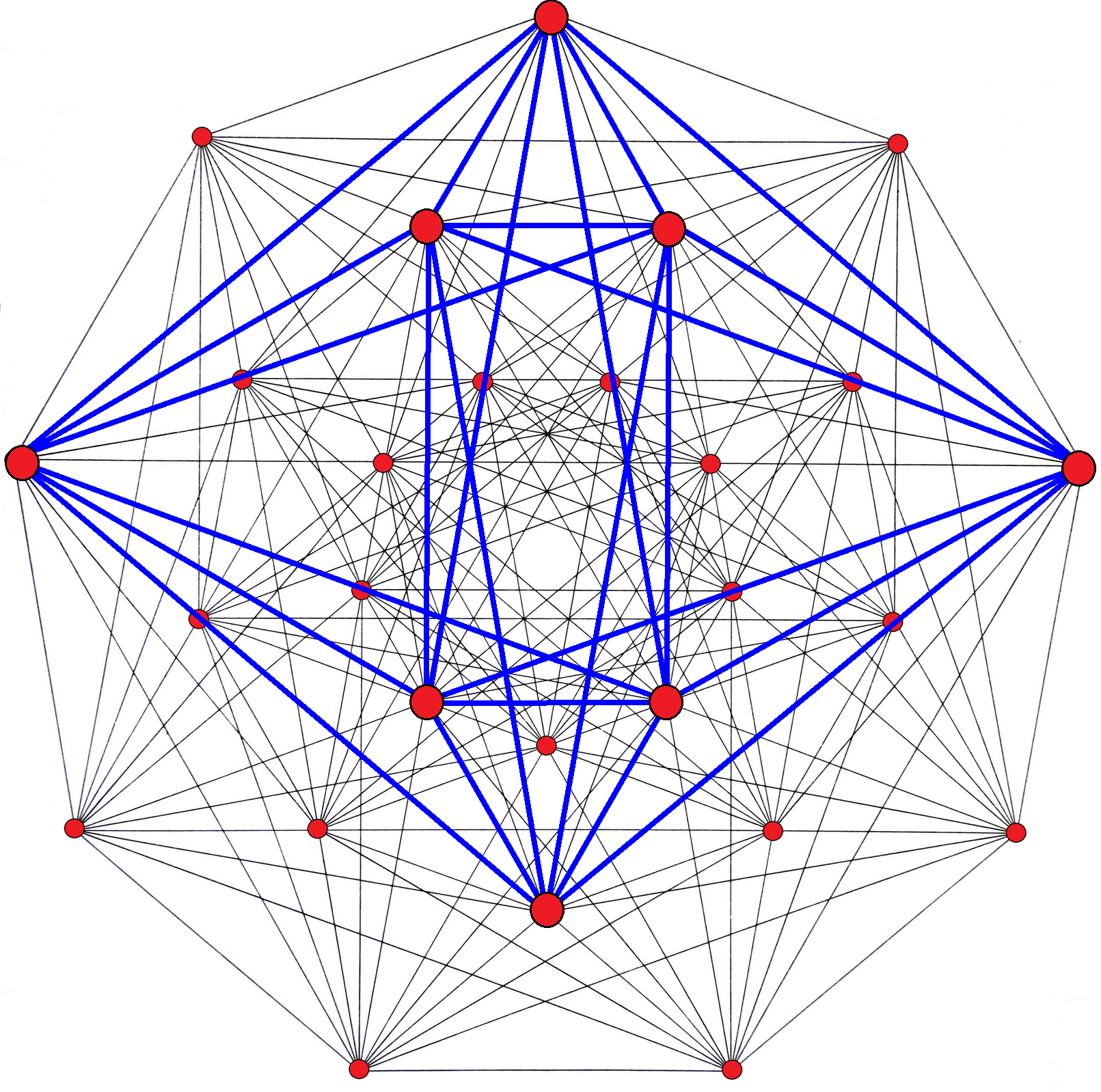
黑塞二十七面體，其中一個面以藍色表示。

黑塞二十七面體由27個全等的莫比烏斯－坎特八邊形組成。莫比烏斯－坎特八邊形是一種由8個頂點和8條稜所組成的幾何結構，其在施萊夫利符號中可以用3{3}3來表示、在考克斯特記號中可以用來表示。與一般的八邊形不同，莫比烏斯－坎特八邊形位於複希爾伯特平面，且構成這種形狀的稜每個稜階連接了三個頂點，稱為三元稜或三元邊（Trion），這種幾何結構在施萊夫利符號中可以用3{}來表示。
| 考克斯特平面 | B4  | B4  | F4     |
| ------------ | --- | --- | ------ |
| 圖           |     |     |        |
| 對稱性       | [8] | [8] | [12/3] |

## 正交投影
黑塞二十七面體有8種具有特殊對稱性的正交投影。其中重合的頂點以不同顏色表示，其72個三元邊被繪製為3條一般的邊。其中，第一種代表了E6的考克斯特平面。
| E6 [12]     | Aut(E6) [18/2] | D5 [8] | D4 / A2 [6] |
| ----------- | -------------- | ------ | ----------- |
| (1=紅,3=橘) | (1)            | (1,3)  | (3,9)       |
| B6 [12/2]   | A5 [6]         | A4 [5] | A3 / D3 [4] |
| (1,3)       | (1,3)          | (1,2)  | (1,4,7)     |

## 用途
部分研究中，此形狀用於表示標準模型中一些基本粒子的關係。

## 相關多面體及其他幾何結構
以亞歷山大·威廷命名的複空間四維正多胞體——威廷二百四十胞體是一種由240個黑塞二十七面體所組成的四維正多胞體，其胞和頂點圖皆為黑塞二十七面體。